# Inżynieria elektroniczna
Inżynieria elektroniczna – dziedzina wiedzy inżynieryjnej, której przedmiotem jest elektronika. Inżynieria elektroniczna opiera się na zastosowaniu elementów półprzewodnikowych w inżynierii elektrycznej i konstrukcji „maszyn myślących” w inżynierii mechanicznej.